# BRIT Awards/Global Success Award
Der Global Success Award ist eine Auszeichnungskategorie der britischen BRIT Awards. Sie wurde 2013 eingeführt.
Anders als bei den meisten anderen Kategorien des britischen Musikpreises wird über den Sieger nicht durch eine Jury oder per Abstimmung entschieden. Über den Preisträger bestimmt der wirtschaftliche Erfolg. Ausgezeichnet werden die Interpreten, die im jeweils vorangegangenen Jahr international die größten Verkäufe erzielt haben. Die Kategorie wurde 2013 für britische Interpreten eingeführt und betrachtet wurden nur die Einnahmen außerhalb des Vereinigten Königreichs. Bis 2019 wurde die Auszeichnung unter diesen Maßgaben verliehen, dann wurde sie wieder abgeschafft.
2025 wurde sie wieder eingeführt, diesmal entfiel aber die Beschränkung auf britische Interpreten und es wurde eine internationale Künstlerin für ihren weltweiten Erfolg ausgezeichnet.
In der ersten Phase von 2013 bis 2019 erhielten die Band One Direction, die Sängerin Adele und der Sänger Ed Sheeran die Auszeichnung jeweils zwei Jahre in Folge.

## Übersicht
| Jahr        | Global Success Award |                |
| ----------- | -------------------- | -------------- |
| 2013        | One Direction        |                |
| 2014        | One Direction        |                |
| 2015        | Sam Smith            |                |
| 2016        | Adele                |                |
| 2017        | Adele                |                |
| 2018        | Ed Sheeran           |                |
| 2019        | Ed Sheeran           |                |
| 2020 – 2024 | nicht vergeben       | nicht vergeben |
| 2025        | Sabrina Carpenter    |                |

## Statistik
Stand: 2025
| Siege | Interpret     |
| ----- | ------------- |
| 2     | One Direction |
| 2     | Adele         |
| 2     | Ed Sheeran    |